# Michał Józef Rzewuski
Michał Józef Rzewuski Beydo herbu Krzywda (ur. 1699, zm. 1769) – wojewoda podolski od 1762, wojewoda podlaski od 1752, pisarz wielki koronny od 1744, pisarz polny koronny w l. 1736–1752 krajczy wielki koronny od 1729, wicemarszałek Trybunału Głównego Koronnego w 1727 roku, starosta wiszeński, przemyski, żydaczowski, kamionacki, drohowyski, olchowiecki i czerniejowski, pułkownik chorągwi husarskiej.

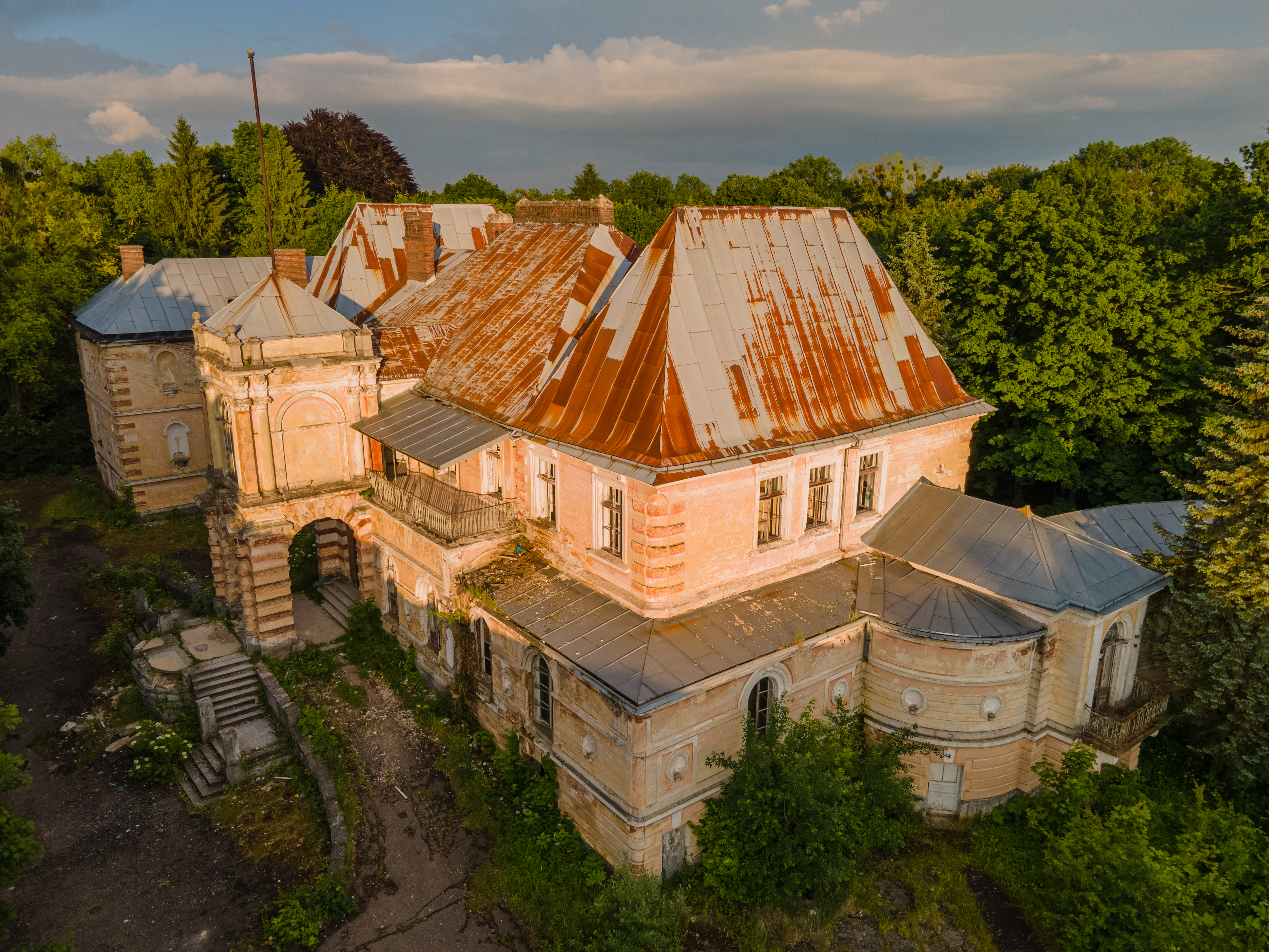
Pałac w Rozdole

Właściciel dóbr Rozdół.

## Życiorys
Był synem Adama. Po śmierci ojca pieczę sprawował nad nim stryj Stanisław Mateusz Rzewuski. Był ojcem Franciszka, Kazimierza i Jana. 
W wojsku polskim doszedł do stopnia pułkownika. Za zasługi odznaczony Orderem Orła Białego 7 lutego 1734 roku.
Ożeniony z Urszulą Stamirowską i Franciszką Cetner.
W  1726 roku wybrany na deputata na Trybunał Główny Koronny z ziemi lwowskiej. Był posłem na sejm 1729 roku z województwa czernihowskiego. Deputat na Trybunał Skarbowy Koronny w Radomiu z województwa czernihowskiego. Poseł na sejm 1730 roku z ziemi lwowskiej.
Poseł na sejm konwokacyjny 1733 roku z ziemi lwowskiej. Przystąpił do popierającej Augusta III Sasa konfederacji warszawskiej, został wybrany na konsyliarza konfederacji i na deputata do paktów konwentów Augusta III.
W czerwcu 1734 roku wziął udział w ostatniej fazie oblężenia Gdańska przez wojska rosyjskie i saskie.  Rada konfederacji w Oliwie powierzyła mu jako pierwszemu pułkownikowi, pełnienie obowiązków regimentarza generalnego, miał za zadanie doprowadzić do uznania Augusta III przez wierną Leszczyńskiemu większość wojska koronnego. Poseł ziemi lwowskiej na sejm zwyczajny pacyfikacyjny 1735 roku.
18 stycznia 1754 roku podpisał we Lwowie manifest przeciwko podziałowi Ordynacji Ostrogskiej.
Był elektorem Stanisława Augusta Poniatowskiego w 1764 roku z województwa podolskiego.